# Nuoto ai Giochi della XXVII Olimpiade - 800 metri stile libero femminili
Si sono svolte 4 batterie di qualificazione. Le prime 8 atlete si sono qualificate direttamente per la finale.

## Batterie
22 settembre 2000

### 1ª batteria
| Posizione | Atleta              | Paese         | Tempo   |
| --------- | ------------------- | ------------- | ------- |
| 1         | Ivanka Moralieva    | Bulgaria      | 8:52.61 |
| 2         | Patricia Villarreal | Messico       | 8:54.79 |
| 3         | Chi-Chan Lin        | Taipei cinese | 9:01.09 |
| 4         | Cecilia Biagioli    | Argentina     | 9:04.02 |

### 2ª batteria
| Posizione | Atleta           | Paese       | Tempo   |
| --------- | ---------------- | ----------- | ------- |
| 1         | Flavia Rigamonti | Svizzera    | 8:30.44 |
| 2         | Chantal Strasser | Svizzera    | 8:35.84 |
| 3         | Hayley Lewis     | Australia   | 8:38.75 |
| 4         | Rebecca Cooke    | Regno Unito | 8:43.22 |
| 5         | Karine Legault   | Canada      | 8:43.56 |
| 6         | Hana Cerna       | Rep. Ceca   | 8:47.64 |
| 7         | Olga Beresnyeva  | Ucraina     | 9:00.12 |
| 8         | Adi Bichman      | Israele     | 9:01.90 |

### 3ª batteria
| Posizione | Atleta            | Paese       | Tempo   |
| --------- | ----------------- | ----------- | ------- |
| 1         | Yana Klochkova    | Ucraina     | 8:29.84 |
| 2         | Kaitlin Sandeno   | Stati Uniti | 8:30.12 |
| 3         | Jana Henke        | Germania    | 8:31.86 |
| 4         | Chen Hua          | Cina        | 8:33.23 |
| 5         | Kirsten Vlieghuis | Paesi Bassi | 8:35.80 |
| 6         | Éva Risztov       | Ungheria    | 8:43.07 |
| 7         | Irina Oufimtseva  | Russia      | 8:44.64 |
| 8         | Marianna Lymperta | Grecia      | 8:56.33 |

### 4ª batteria
| Posizione | Atleta            | Paese       | Tempo       |
| --------- | ----------------- | ----------- | ----------- |
| 1         | Brooke Bennett    | Stati Uniti | 8:26.47     |
| 2         | Hannah Stockbauer | Germania    | 8:31.74     |
| 3         | Sachiko Yamada    | Giappone    | 8:33.06     |
| 4         | Janelle Atkinson  | Giamaica    | 8:34.51     |
| 5         | Rachel Harris     | Australia   | 8:36.94     |
| 6         | Mirjana Bosevska  | Macedonia   | 8:46.39     |
| -         | Claudia Poll      | Costa Rica  | Non partita |
| -         | Joanne Malar      | Canada      | Non partita |

## Finale
22 settembre 2000
| Posizione | Atleta            | Paese       | Tempo   |
| --------- | ----------------- | ----------- | ------- |
|           | Brooke Bennett    | Stati Uniti | 8:19.67 |
|           | Jana Kločkova     | Ucraina     | 8:22.66 |
|           | Kaitlin Sandeno   | Stati Uniti | 8:24.29 |
| 4         | Flavia Rigamonti  | Svizzera    | 8:25.91 |
| 4         | Hannah Stockbauer | Germania    | 8:30.11 |
| 6         | Chen Hua          | Cina        | 8:30.58 |
| 7         | Jana Henke        | Germania    | 8:31.97 |
| 8         | Sachiko Yamada    | Giappone    | 8:37.39 |